# Aleksey Stukas
Aleksey Stukas (Odessa, 17 febbraio 1979 – Odessa, 2002) è stato un calciatore azero, di ruolo difensore.

## Carriera

### Nazionale
Ha collezionato quattro presenze con la propria Nazionale.

## Statistiche

### Cronologia presenze e reti in Nazionale
| Cronologia completa delle presenze e delle reti in nazionale ― Azerbaigian | Cronologia completa delle presenze e delle reti in nazionale ― Azerbaigian | Cronologia completa delle presenze e delle reti in nazionale ― Azerbaigian | Cronologia completa delle presenze e delle reti in nazionale ― Azerbaigian | Cronologia completa delle presenze e delle reti in nazionale ― Azerbaigian | Cronologia completa delle presenze e delle reti in nazionale ― Azerbaigian | Cronologia completa delle presenze e delle reti in nazionale ― Azerbaigian | Cronologia completa delle presenze e delle reti in nazionale ― Azerbaigian |
| Data                                                                       | Città                                                                      | In casa                                                                    | Risultato                                                                  | Ospiti                                                                     | Competizione                                                               | Reti                                                                       | Note                                                                       |
| -------------------------------------------------------------------------- | -------------------------------------------------------------------------- | -------------------------------------------------------------------------- | -------------------------------------------------------------------------- | -------------------------------------------------------------------------- | -------------------------------------------------------------------------- | -------------------------------------------------------------------------- | -------------------------------------------------------------------------- |
| 26-3-1999                                                                  | Guimarães                                                                  | Portogallo                                                                 | 7 – 0                                                                      | Azerbaigian                                                                | Qual. Euro 2000                                                            | -                                                                          |                                                                            |
| 5-6-1999                                                                   | Baku                                                                       | Azerbaigian                                                                | 4 – 0                                                                      | Liechtenstein                                                              | Qual. Euro 2000                                                            | -                                                                          |                                                                            |
| 4-9-1999                                                                   | Baku                                                                       | Azerbaigian                                                                | 1 – 1                                                                      | Portogallo                                                                 | Qual. Euro 2000                                                            | -                                                                          |                                                                            |
| 8-9-1999                                                                   | Budapest                                                                   | Ungheria                                                                   | 3 – 0                                                                      | Azerbaigian                                                                | Qual. Euro 2000                                                            | -                                                                          |                                                                            |
| Totale                                                                     |                                                                            | Presenze                                                                   | 4                                                                          |                                                                            | Reti                                                                       | 0                                                                          |                                                                            |